# Marek Górny
Marek Górny (ur. 1957 r. w Poznaniu) – polski historyk, specjalizujący się w historii społeczno-gospodarczej, demografii historycznej, genealogii i antroponimii historycznej; nauczyciel akademicki związany z uczelniami we Wrocławiu.

## Życiorys
Urodził się w 1957 roku w Poznaniu. Swoją edukację rozpoczął w Warszawie, ale wkrótce przeniósł się do Wrocławia. Naukę kontynuował w klasie o profilu sportowym w V Liceum Ogólnokształcącym, które ukończył w 1976 roku. Po uzyskaniu matury podjął studia w Instytucie Historycznym Uniwersytetu Wrocławskiego, które ukończył w 1980 roku zdobyciem dyplomu magistra.
W latach 1981–1989 pracował w Akademii Ekonomicznej we Wrocławiu, najpierw w Katedrze Socjologii, później w Katedrze Historii Gospodarczej. Stopień naukowy doktora nauk humanistycznych w zakresie historii uzyskał w 1982 roku na podstawie pracy pt. Ludność Tarnowskich Gór w latach 1801–1870, napisanej na seminarium prof. Zbigniewa Kwaśnego. Od października 1989 do marca 1990 roku był stypendystą w Instytucie Historii Europejskiej w Moguncji. W 1990 roku powrócił na Uniwersytet Wrocławski jako adiunkt. W 1994 roku uzyskał stopień naukowy doktora habilitowanego nauk humanistycznych w zakresie historii o specjalności historia społeczno-gospodarcza, na podstawie rozprawy opublikowanej w dwóch tomach: 1) Przezwiska i nazwiska chłopów pałuckich w XVII wieku. Pochodzenie i budowa; 2) Rodzina chłopska w świetle swoich antroponimów. Studia nad kulturą nazewniczą wsi pałuckiej w XVII wieku. Wkrótce potem otrzymał stanowisko profesora nadzwyczajnego, a w 2000 roku został kierownikiem Zakładu Historii Gospodarczej, Demografii i Statystyki. Od 2007 roku kieruje Zakładem Antropologii Historycznej, którego jest twórcą.
Redaguje następujące serie wydawnicze i czasopisma: "Badania z Dziejów Społecznych i Gospodarczych" (od 2001), "Źródła Dziejowe" (od 2002), "Genealogia. Studia i Materiały Historyczne" (od 1991), "Biblioteka Genealogiczna" (od 1998), "Przeszłość Demograficzna Polski" (od 2000). W latach 1998–2003 pełnił funkcję wicedyrektora ds. naukowych Instytutu Historycznego Uniwersytetu Wrocławskiego, a w kadencji 1999–2003 senatora Uniwersytetu Wrocławskiego. Od 1982 roku jest członkiem Sekcji Demografii Historycznej Komitetu Nauk Demograficznych Polskiej Akademii Nauk. Ponadto od 2000 roku kieruje Wydawnictwem Uniwersytetu Wrocławskiego.

## Dorobek naukowy
Zainteresowania naukowe Marka Górnego koncentrują się wokół zagadnień związanych z szeroko pojętą historią społeczno-gospodarczą. Do jego najważniejszych publikacji należą:
- Z badań nad ludnością górnośląskiej parafii Radzionków w latach 1851–1870, "Studia Śląskie" 39, 1981, s. 275–305.
- Ruch naturalny ludności Tarnowskich Gór w latach 1801–1870, "Studia i Materiały z Dziejów Śląska" 13, 1983, s. 8–86.
- Czas chrztu dzieci chłopskich w parafii Szaradowo w drugiej połowie XVIII wieku, "Studia Gnesnensia" 8, 1984–1985, s. 253–259.
- Ruchliwość społeczna mieszkańców parafii Radzionków w latach 1851–1870 w świetle metryk ślubów, "Przeszłość Demograficzna Polski" 16, 1985, s. 153–161.
- Stan i struktura ludności Tarnowskich Gór w latach 1801–1872, "Studia i Materiały z Dziejów Śląska" 15, 1986, s. 281–330.
- Przekształcenia demograficzne rodziny wiejskiej na Śląsku w latach 1801–1870, [w:] Rozwój gospodarczy i społeczny środkowej Europy w ujęciu regionalnym w XIX i XX w., Wrocław 1988, s. 181–189.
- Przezwiska i nazwiska chłopów pałuckich w XVII wieku. Pochodzenie i budowa, Wrocław 1990.
- Peasant family and its farm in Wielkopolska in the second part of the 18th century (Rodzina chłopska i jej gospodarstwo w Wielkopolsce w drugiej połowie XVIII wieku), [w:] Les modeles familiaux en Europe aux XVIe–XVIIIe siecles (Modele rodzinne w Europie XVI–XVIII w.), pod red. Cezarego Kukli, Białystok 1992, s. 49–56.
- Rodzina chłopska w świetle swoich antroponimów. Studia nad kulturą nazewniczą wsi pałuckiej w XVII wieku, Wrocław 1993 (= „Acta Universitatis Wratislaviensis. Historia” 112).
- Wybór imion chrzestnych dla dzieci szlacheckich w powiecie kcyńskim w XVII wieku, "Genealogia. Studia i Materiały Historyczne" 7, 1996, s. 53–67.
- Zawarcie małżeństwa na wsi pałuckiej w XVIII wieku: parafia szaradowska, "Genealogia. Studia i Materiały Historyczne" 7, 1996, s. 69–96.
- Przynależność rodowa Mikołaja Janowskiego (zm. 1487/89), kasztelana śremskiego, "Genealogia. Studia i Materiały Historyczne" 16, 2004, s. 81–92.
- Ród Pałuków a klasztor cystersów w Łeknie — w poszukiwaniu zaginionej tradycji pochodzenia, [w:] Cystersi łekneńscy w krajobrazie kulturowym ziem polskich w 850-lecie fundacji opactwa cysterskiego w Łeknie 1153–2003, pod red. Andrzeja M. Wyrwy, Łekno-Wągrowiec-Poznań 2004, 83-88.
- Życie rodzinne, [w:] Szlachetne dziedzictwo czy przeklęty spadek. Tradycje sarmackie w sztuce i kulturze, pod red. Joanny Dziubkowej, Poznań 2005, s. 13–19.

### Edycje źródeł historycznych
- Status animarum parafii Szaradowo z 1766 r., „Przeszłość Demograficzna Polski" 16, 1985, s. 163–174.
- Status animarum parafii Spławie z 1776 r., "Studia i Materiały do Dziejów Wielkopolski i Pomorza" 17, 1989, z. 1, s. 169–185.
- Status animarum parafii Spławie z 1777 r., "Studia i Materiały do Dziejów Wielkopolski i Pomorza" 18, 1990, z. 1, s. 153–177.
- Taksa opłat pogrzebowych dla dekanatu krobskiego z 1799 r., "Studia Gnesnensia" 9, 1990, s. 219–225.
- Status animarum parafii Juncewo z 1666 r., "Przeszłość Demograficzna Polski" 18, 1991, s. 165–203.
- "Słowa niektóre dla jednostajnego pisania metryk" ks. S. Żarnowieckiego z 1795 r., "Przeszłość Demograficzna Polski" 18, 1991, s. 229–238.
- List pochodzenia Dawida Urquharda z 1663 roku. Źródło do dziejów osadnictwa szkockiego w Polsce, "Genealogia. Studia i Materiały Historyczne" 1, 1991, s. 81–84.
- List pochodzenia Marcina Franciszka Smoguleckiego, podczaszego brzeskokujawskiego, z 1671 roku, "Genealogia. Studia i Materiały Historyczne" 4, 1994, s. 101–104.
- Mieszkańcy parafii pępowskiej w 1777 roku. Analiza księgi status animarum, Wrocław 1994.
- Spis ludności parafii sławieńskiej z 1796 roku, "Genealogia. Studia i Materiały Historyczne" 9, 1997, s. 115–170.

### Edycje prac innych historyków
- Władysław Semkowicz, Rycerstwo śląskie do końca XIV wieku. Uwagi o polskich rodach rodzimych (r. 1938/1948), wydał..., "Genealogia. Studia i Materiały Historyczne" 2, 1992, s. 9–25.
- Kazimierz Jasiński, Rodowód Piastów mazowieckich, wydał..., Poznań-Wrocław 1998, ss. 248 (= "Biblioteka Genealogiczna" 1).
- Kazimierz Jasiński, Rodowód Piastów małopolskich i kujawskich, wydał..., Poznań-Wrocław 2001, ss. 264 (= "Biblioteka Genealogiczna" 3).
- Witold Kula, Demografia Królestwa Polskiego w latach 1836–1846, wydał..., Poznań-Wrocław 2002, ss. 176 (= "Badania z Dziejów Społecznych i Gospodarczych" 61).

### Wypromowani doktorzy
- Jacek Kowalkowski, 2000, Badania genealogiczne Wojciecha Kętrzyńskiego 1838–1918[7].
- Ewa Kulik, 2003, Wodziccy od końca XVIII do początku XIX wieku. Rodzina, majątki, życie publiczne[8][9].
- Mikołaj Szołtysek, 2003, Ludność parafii bujakowskiej w XVIII i XIX wieku. Między „unikalnym” systemem formowania się gospodarstw a swoistością pogranicza[9].
- Małgorzata Pach, 2004, Linia młodsza Małachowskich herbu Nałęcz w XVIII wieku. Sprawy rodzinne, gospodarcze, społeczne[10].
- Paweł Klint, 2005, Szlachecki obrót ziemią w powiecie kcyńskim w latach 1626–1655[11].
- Konrad Rzemieniecki, 2006, Ludność rzymskokatolickich parafii monasterzyskiej i petlikowskiej w XVIII wieku (archidiecezja lwowska)[12].
- Wojciech Schäffer, 2007, Parafia tyska i jej ludność w latach 1677–1800[13].
- Anna Miesiąc, 2008, Ludność katolicka Ząbkowic Śląskich w latach 1801–1870[14].
- Jerzy Komorowski, 2009, Skibniewscy i Dębiccy od końca wieku XIX do roku 1939. Studium pokoleniowe rodzin ziemiańskich[15].
- Magdalena Zimerman, 2010, Lubomirscy w XVIII wieku. Sprawy rodzinne, społeczne i gospodarcze.
- Monika Tondytko, 2010, Chłopi w powiecie kaliskim w latach 1775–1794. Sprawy gospodarcze, społeczne i kryminalne.
- Anna Czop-Tomczak, 2012, Mieszkańcy Gniezna w latach 1720–1770 na podstawie akt miejskich.
- Małgorzata Beślerzewska, 2012, Między handlem a pieniądzem. Analiza cen w Krakowie, Warszawie i Gdańsku w latach 1501-1792.
- Tomasz M. Jankowski, 2014, Ludność żydowska Piotrkowa Trybunalskiego, 1808–1870[16]. Opublikowane jako Demography of a Shtetl. The Case of Piotrków Trybunalski[17].